# Unterseeboot U-60 (1916)
Pour les autres navires du même nom, voir Unterseeboot 60.
L'Unterseeboot U-60 est l’un des 329 sous-marins servant dans la Kaiserliche Marine pendant la Première Guerre mondiale. Il a pris part à la première bataille de l'Atlantique. 
L'U-60 s’est rendu aux Alliés à Harwich le 21 novembre 1918, conformément aux exigences de l’armistice avec l’Allemagne. Il fut vendu par l’Amirauté britannique à George Cohen le 3 mars 1919 pour 2410 £, mais coula après le 12 juin 1919 lors de son remorquage vers Swansea.

## Affectations
- IIe flottille : du 13 janvier 1917 au 11 novembre 1918.

## Commandants
- Kapitänleutnant Karlgeorg Schuster[2] : du 1er novembre 1916 au 31 octobre 1917.
- Kptlt. Karl (i.V.) Jaspe[3] : du 1er au 20 novembre 1917.
- Kptlt. Franz Grünert[4] : du 21 novembre 1917 au 11 novembre 1918.

## Navires coulés
| Date              | Nom                | Nationalité   | Tonnage | Destin.   |
| ----------------- | ------------------ | ------------- | ------- | --------- |
| 4 février 1917    | Ghazee             | Royaume-Uni   | 5084    | Coulé     |
| 5 février 1917    | Lux                | Royaume-Uni   | 2621    | Coulé     |
| 5 février 1917    | Warley Pickering   | Royaume-Uni   | 4196    | Coulé     |
| 7 février 1917    | Storskog           | Norvège       | 2191    | Coulé     |
| 14 février 1917   | Hopemoor           | Royaume-Uni   | 3740    | Coulé     |
| 17 février 1917   | Dalbeattie         | Norvège       | 1327    | Coulé     |
| 17 février 1917   | Iolo               | Royaume-Uni   | 3840    | Coulé     |
| 21 février 1917   | Tecwyn             | Royaume-Uni   | 132     | Coulé     |
| 29 mars 1917      | Os                 | Norvège       | 637     | Coulé     |
| 4 avril 1917      | Domingo            | Italie        | 2131    | Coulé     |
| 6 avril 1917      | Marion             | Norvège       | 1587    | Coulé     |
| 7 avril 1917      | Salmo              | Royaume-Uni   | 1721    | Coulé     |
| 16 avril 1917     | Queen Mary         | Royaume-Uni   | 5658    | Coulé     |
| 19 avril 1917     | Howth Head         | Royaume-Uni   | 4440    | Coulé     |
| 20 avril 1917     | Torr Head          | Royaume-Uni   | 5911    | Coulé     |
| 23 avril 1917     | Svanen             | Danemark      | 1807    | Coulé     |
| 10 juin 1917      | SS Clan Alpine     | Royaume-Uni   | 3587    | Coulé     |
| 17 juin 1917      | Nostra Madre       | Italie        | 649     | Coulé     |
| 19 juin 1917      | Brookby            | Royaume-Uni   | 3679    | Coulé     |
| 27 juin 1917      | Armadale           | Royaume-Uni   | 6153    | Coulé     |
| 29 juillet 1917   | Cesarevitch Alexei | Empire russe  | 2387    | Coulé     |
| 30 juillet 1917   | Canis              | Norvège       | 526     | Coulé     |
| 9 août 1917       | Agne               | Suède         | 1010    | Coulé     |
| 9 août 1917       | Export             | Empire russe  | 2712    | Coulé     |
| 22 septembre 1917 | Mascotte           | France        | 199     | Coulé     |
| 23 septembre 1917 | Gloire             | France        | 51      | Coulé     |
| 23 septembre 1917 | Henry Lippitt      | United States | 895     | Coulé     |
| 23 septembre 1917 | Jeune Mathilde     | France        | 58      | Coulé     |
| 25 septembre 1917 | Edouard Detaille   | France        | 2185    | Coulé     |
| 29 septembre 1917 | Bon Premier        | France        | 1352    | Coulé     |
| 29 septembre 1917 | Eugenie Fautrel    | France        | 2212    | Coulé     |
| 29 septembre 1917 | Percy B.           | Canada        | 330     | Coulé     |
| 1 octobre 1917    | Saint Pierre       | France        | 277     | Coulé     |
| 2 octobre 1917    | Eugène Louise      | France        | 283     | Endommagé |
| 3 octobre 1917    | Saint Antoine      | France        | 217     | Coulé     |
| 3 octobre 1917    | Stella             | France        | 219     | Coulé     |
| 11 décembre 1917  | Bard               | Norvège       | 709     | Coulé     |
| 12 décembre 1917  | St. Croix          | Norvège       | 2530    | Coulé     |
| 19 décembre 1917  | Ingrid II          | Norvège       | 1145    | Coulé     |
| 22 décembre 1917  | Hunsbrook          | Royaume-Uni   | 4463    | Endommagé |
| 21 février 1918   | Hugin              | Suède         | 1667    | Coulé     |
| 25 février 1918   | Apollo             | Danemark      | 242     | Coulé     |
| 3 mars 1918       | Northfield         | Royaume-Uni   | 2099    | Coulé     |
| 4 mars 1918       | Quarnero           | Italie        | 3237    | Coulé     |
| 28 avril 1918     | Poitiers           | France        | 2045    | Coulé     |
| 28 avril 1918     | Rimfakse           | Norvège       | 1119    | Coulé     |
| 29 avril 1918     | Saint Chamond      | France        | 2866    | Coulé     |
| 2 mai 1918        | Girdleness         | Royaume-Uni   | 3018    | Coulé     |
| 4 mai 1918        | Polbrae            | Royaume-Uni   | 1087    | Coulé     |
| 5 juillet 1918    | Vera Elizabeth     | Royaume-Uni   | 180     | Coulé     |
| 13 juillet 1918   | Plawsworth         | Royaume-Uni   | 4724    | Coulé     |
| 17 juillet 1918   | Harlseywood        | Royaume-Uni   | 2701    | Endommagé |
| 17 juillet 1918   | Saint Georges      | France        | 633     | Coulé     |
| 20 juillet 1918   | Gemini             | Royaume-Uni   | 2128    | Coulé     |
| 20 juillet 1918   | Orfordness         | Royaume-Uni   | 2790    | Coulé     |